# エロア資金
エロア資金（エロアしきん）とは、占領地域経済復興資金 (EROA Fund：Economic Rehabilitation in Occupied Area Fund) のことである。
救済的政策を付与されたガリオア資金と共に、第二次世界大戦終結後、アメリカ合衆国政府の軍事予算より拠出された。経済復興を目的としたため、石炭や鉄鉱石、工業機械など生産物資の供給のために充当された。

## 内容
エロア資金は、1949年のアメリカ会計年度から日本や韓国、琉球などに適用された。日本においては綿花や羊毛などの原料購入に充てられた。政府はこれらの原料を国内業者に売却し、その代金は見返り資金として蓄積。通貨安定などのために用いられた。
サンフランシスコ講和条約の成立に伴い、1951年のアメリカ会計年度をもって資金の供給は終了。援助総額は、ガリオア資金と合わせて18億ドル以上（当時の為替レートは1ドル＝360円）とされる。援助開始時には無償とされたが、1948年1月、アメリカは突如として日本に対し返済を要求した。日本はこれに反発し、1954年以来、日米間で交渉が行われた。しかしアメリカは西ドイツと同じ返済方式（債務総額の37.5％を返済）を採ることを主張し、両者の議論は平行線上を辿った。
交渉開始から7年後の1961年6月、返済額4億9000万ドル、返済期間15年、年利2.5％の条件で妥協案が成立。翌1962年1月9日、外相小坂善太郎と駐日大使エドウィン・O・ライシャワーとの間で返済協定が調印された。この債務は、1973年に前倒しで完済。返済金の一部は日米教育文化交流計画に、大部分は低開発地域援助に充てられた。